# Детская мастурбация
Детская мастурбация — форма самоудовлетворения в раннем возрасте. Так, Брайан Стронг и соавторы в книге «Сексуальность человека: Ширина диапазона в современной Америке» отмечают, что иногда юные девочки ритмично, порой с силой, движут свои тела, явно испытывая оргазм. Итальянские гинекологи Джорджо (итал. Giorgio Giorgi) и Марко Сикарди (итал. Marco Siccardi) с помощью ультразвука наблюдали плод женского пола, мастурбирующий до оргазма.
Исследователи считают, что детская мастурбация до полового созревания, не связана с половым влечением. Мастурбация в этот период в основном является адаптивно-компенсаторным механизмом получения положительных эмоций при стрессе и других психофизических, эмоционально дискомфортных состояниях

## История вопроса
До Нового времени, в Средневековье и в эпоху Возрождения на детскую мастурбацию смотрели снисходительно: считалось, что ребёнок слишком мал, чтобы контролировать себя. «Война против онанизма», как назвал это явление французский философ Мишель Фуко, или «мастурбационная инквизиция» со слов немецкого исследователя Людгер Люткехаус, достигла своего пика в конце XVIII — начале XIX веков.
В 1741 году швейцарский врач С. А. Тиссо опубликовал очерк «Онанизм, или Трактат о болезнях мастурбации», в котором заявил, что мастурбация высушивает организм, лишает его жизненных жидкостей, вызывает болезнь истощения по типу туберкулёза. Избыток полового возбуждения при мастурбации он отнёс к неврозам и нарушениям нервной системы. «Онанизм…» переиздавался и был переведён на основные европейские языки. Американский врач Б. Раш отмечал то, что мастурбация вызывает слабость зрения, эпилепсию, потерю памяти и туберкулёз. Утверждалось, что онаниста легко распознать по его болезненной и отталкивающей внешности. Такие выводы были вызваны наблюдениями за пациентами психиатрических больниц, которые часто мастурбировали на глазах персонала.
В середине XIX века некоторые предприниматели начали производить и продавать средства от мастурбации (кукурузные хлопья, крекеры прямоугольной формы). Были изданы книги-бестселлеры о страшных болезнях, которые якобы ожидали онанистов. Признаками мастурбации называли прыщи, робость, облысение, кусание ногтей, курение, энурез. Родителям советовали бинтовать детям гениталии, сажать в клетки, связывать им руки, мальчикам делать обрезание без обезболивания. Как превентивные средства предлагали также интенсивные упражнения, сон на твёрдой деревянной кровати, диета.

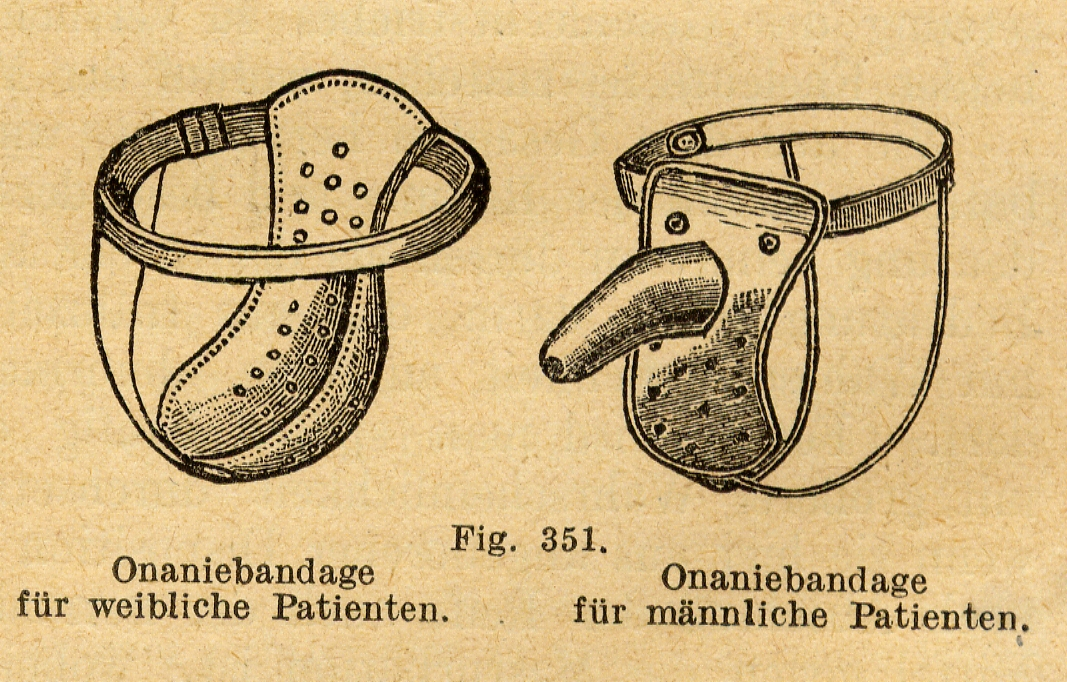
Противомастурбационные приспособления (бандажи) для мальчиков и девочек

Некоторые изобретатели патентовали устройства для прекращения мастурбации (решетчатый футляр, в котором половой член и мошонка мальчика содержались пружинами, включали звуковой сигнал в случае эрекции). С подобной целью детей на ночь укутывали в холодную влажную простыню, чтобы «остудить» желание; возле кроваток монтировали устройства, соединённые с колокольчиками в спальне родителей, сигнализировавшими, если в постели ребёнка начинались какие-то активные движения. Врачи предлагали пиявок на зону гениталий, чтобы отсосать кровь, устранить гиперемию, вызвавшую по их мнению сексуальное желание; прижигание тканей гениталий электрическим током или раскалённым железом, чтобы убить нервы, снизить чувствительность и похоть.
Сохранились свидетельства о юношах, которые, не в силах справиться с тем, что казалось им пагубным пристрастием, кончали жизнь самоубийством.
В Российской империи врачи относили мастурбацию к проявлению детского возраста, именовали «детским грехом» и считали, что только онанизм у взрослых можно расценивать как возможную патологию. В творчестве и личной жизни писателей Серебряного века (А. М. Ремизов, Ф. Сологуб, А. И. Тиняков) мастурбация была легитимизована. Важную роль в повышении её культурного статуса сыграл русский писатель В. В. Розанов. По его мнению, онанист — не жалкий извращенец, а человек избранный, духовный, спиритуалистичный.
В начале XX века врачи стали утверждать, что мастурбация не может быть причиной болезней, рекомендовали женщинам мастурбировать для снятия истерии, а мужчинам — вместо посещения проституток.

## Основные проблемы детской мастурбации
Основные проблемы, связанные с детским онанизмом и сохранившиеся во взрослом возрасте, вызваны реакцией родителей. В случае агрессивного поведения взрослых у малыша может закрепиться связь сексуальных ощущений со страхом и позором, впоследствии чего у ребёнка могут возникнуть проблемы с сексуальной уверенностью и отношениями во взрослой жизни.
Сам по себе детский онанизм опасности для здоровья и развития ребёнка не представляет. У ребёнка может развиться онанофобия — навязчивый страх вредных последствий онанизма. С физиологической точки зрения основной опасностью могут быть грязные руки, гениталии и посторонние предметы, засунутые внутрь тела.

## Причины
Ранняя детская мастурбация обычно не вызвана сексуальными причинами, поскольку период полового созревания ещё не начался и уровень половых гормонов не высок для полового влечения.
У мальчиков бывают тесно связаны мастурбация и энурез, так как энурез чаще всего бывает проявлением синдрома парацентральной доли (СПЦД) — врождённого состояния повышенной возбудимости центров головного мозга, ответственных за состояние мочеполовых органов Небольшое воздействие на половые органы или незначительное наполнение мочевого пузыря может вызвать чрезмерную реакцию.
Ранний детский онанизм наблюдается у детей, родившихся слабыми, при повышенном внутричерепном давлении и гидроцефалии (водянке головного мозга), после перенесённых в детстве тяжёлых болезней с высокой температурой, при эпилепсии и склонности к ней.
Реже ранний онанизм связан с глистами (они вырабатывают вещества, вызывающие зуд промежности, и постоянное почёсывание в конце концов может привести к удовлетворению, а затем и осмысленному повторению этих действий), сахарный диабет, повышенная возбудимость головного мозга. Причиной детского онанизма может быть ношение неудобной одежды, усиленные физические нагрузки, стресс.
Нередко приятные ощущения, которые ребёнок впоследствии стремится возобновить, намеренно раздражая половые органы, первыми ему доставляют родители, щекоча, целуя или лаская его так называемые эрогенные зоны (паховая область, низ живота, ягодицы, половые органы). Дети могут научиться онанизму и от сверстников: первый раз их толкает на это любопытство, стремление испытать новые ощущения, что впоследствии может стать привычкой.
Иногда онанизм начинается в начальной школе, когда ребёнок находится в постоянном стрессовом состоянии, а оргазм приносит ему временное облегчение, отвлекая от угроз, исходящих со стороны учителей, одноклассников и давящих на него обязанностей.
Онанизм детского возраста сопровождается оргазмом у детей обоих полов, но у мальчиков до периода полового созревания семяизвержения нет, поскольку сперма ещё не вырабатывается.

## Детская мастурбация как проявлениедетской сексуальности
По утверждению Зигмунда Фрейда, благодаря манипуляции с гениталиями ребёнок приобретает опыт эротической чувствительности, что в будущем помогает выработке способности получать телесное наслаждение. Современные психологические исследования подтверждают безвредность мастурбации для детского организма, дают основания говорить о ней как о норме в сексуальном поведении ребёнка, за исключением случаев, сопровождающихся психическими расстройствами.